# Leskinen (ö i Norra Karelen)
Leskinen är en ö i Finland. Den ligger i sjön Orivesi och i kommunen Rääkkylä i den ekonomiska regionen  Mellersta Karelens ekonomiska region  och landskapet  Norra Karelen, i den sydöstra delen av landet, 300 km nordost om huvudstaden Helsingfors. Öns area är 4 hektar och dess största längd är 320 meter i sydöst-nordvästlig riktning.